# Westgermanische Konsonantengemination
Die westgermanische Konsonantengemination ist ein Lautgesetz, das alle Konsonanten außer r betrifft. Steht der Konsonant nach einem Kurzvokal und vor einem Sonoranten, wird der Konsonant geminiert, wobei die Regelmäßigkeit dieses Lautgesetzes von mehreren Faktoren abhängt. Im Germanischen existieren noch weitere Lautgesetze, die die Entstehung von Geminaten gefördert haben, so zum Beispiel Assimilationen in Resonantenclustern, Kluges Gesetz oder Holtzmanns Gesetz. Die Datierung ist umstritten. Auf jeden Fall ging sie der Althochdeutschen Lautverschiebung und dem Wegzug der Angelsachsen voraus, so dass ein Zeitraum zwischen dem 2. und 5. Jahrhundert n. Chr. zur Diskussion steht.

## Dialektale Varietäten
Die westgermanische Konsonantengemination zeigt in den Einzelsprachen unterschiedliche Ausprägungen und Ausnahmen. So finden sich im Althochdeutschen auch Formen, in denen r vor j geminiert wird. Außerdem werden im Oberdeutschen auch Konsonanten nach Langvokalen oder Diphthongen geminiert.
- ahd. teillen : ahd. teilen, as. dēlian, ae. dǣlan, got. dáiljan, an. deila ‹teilen›

Diese Ausnahmen sowie die Gemination durch w haben dazu geführt, dass der Ursprung dieses Lautgesetz im oberdeutschen Sprachraum vermutet wird.

## Gemination vorj
Am häufigsten findet die Gemination vor j statt, wobei r davon ausgeschlossen ist, unabhängig davon, ob es ursprünglich ist oder durch Rhotazismus entstanden ist. Gleichwohl gibt es auch im Althochdeutschen Fälle, in denen r geminiert wurde. Das j hat sich im Altsächsischen erhalten und wird als ⟨i⟩ verschriftlicht; im Althochdeutschen schwindet es im Verlauf des 9. Jahrhunderts. In den anderen westgermanischen Sprachen, z. B. im Altenglischen, bleibt j nur nach leichter Silbe bestehen, folglich nur nach r, das nicht geminiert wurde. Beispiele für die Gemination vor j sind:
- ahd. scepfen, as. skeppian, ae. scieppan : got. skapjan, an. skepja ‹erschaffen›

- ahd. sezzen, as. settian, ae. settan : got. satjan, an. setja ‹setzen›

Bei r unterbleibt die Gemination:
- ahd. ferien, as./ae. ferian, got. farjan, an. ferja ‹mit dem Schiff fahren, transportieren› (wobei im ahd. auch ferren gebräuchlich war)

Besonders im Alemannischen, aber auch im Fränkischen wird r geminiert. Dies ist eher auf eine analogische Neuerung zurückzuführen und weniger darauf, dass in den anderen westgermanischen Sprachen die Gemination beseitigt worden ist.
Im Altnordischen ist unter ähnlichen Umständen Gemination möglich, jedoch betrifft dies nur g und k. Dieser Lautwandel hat jedoch zu einem späteren Zeitpunkt stattgefunden, wahrscheinlich im 7. oder 8. Jahrhundert. Analogische Ausgleichserscheinungen haben jedoch oftmals Geminaten beseitigt.
- ahd. leggen, as. leggian, ae. lecgan, an. leggja : got. lagjan ‹legen›

- ahd. bah, as. beki, ae. bec : an. bekkr ‹Bach›

## Gemination vor l, r, w, m
Die Gemination vor l und r ist nicht sehr häufig und beschränkt sich auf die stimmlosen Verschlusslaute im Westgermanischen.
- ahd. snottar, ae. snot(t)or : got. snutrs, an. snotr ‹klug›

- ahd. ackar, as. akkar, afr. ekker (aber ae. æcer) : got. akrs, an. akr ‹Feld›

- ahd. apful, as. appul, ae. æppel : krimgot. apel, an. epli ‹Apfel›

Im späteren Altenglischen löste r in anderen Obstruenten ebenfalls Geminaten aus.
- ae. (northumbrisch) æhher (aber ws. ēar, ahd. ehir, as. ahar) : got. ahs, an. ax ‹Ähre›

- ae. (northumbrisch) tæher (= tæhher, aber ws. tēar, ahd. tahar) : got. tagr, an. tár ‹Träne›

- ae. bet(t)re : ahd. beʒʒiro, as. betara, got. batiza, an. betri ‹besser›

- ae. blæd(d)r : ahd. blāt(a)ra, as. blādara, an. blaðra ‹Blase›

Durch w oder m ausgelöste Geminationen sind äußerst selten und kommen auch nicht in allen westgermanischen Sprachen vor, so dass es fraglich bleibt, inwiefern sie überhaupt zur westgermanischen Konsonantengemination gehören. Belege für w stammen ausschließlich aus dem Althochdeutschen und beziehen sich auf die Cluster kw und hw, die auf indogermanische Labiovelaren zurückgehen.
- ahd. nackot : mnd. naket, ae. nacod, got. naqaþs ‹nackt›

- ahd. acchus, as. accus : ahd. achus, as. acus, got. aqizi ‹Axt›

Unklar ist, ob auch m (oder auch n) Gemination verursacht. Die Beleglage ist hierfür zu dünn. Spätwsächs. māþþm neben māþm ‹Schatz› scheint einer der wenigen Hinweise darauf zu sein.

## Auswirkungen
Die meisten Geminaten der westgermanischen Konsonantengemination gehen auf j zurück, welches in Nominal- und Verbalparadigmen häufig vertreten ist. So zeigen die schwachen Verben der Klasse I mit kurzem Stammvokal in den meisten Präsens- und Imperativformen sowie im Infinitiv Geminaten. Dasselbe gilt für die j-Präsentien der starken Verben. Außerdem sind die -ja- und -jō-Stämme der Substantive betroffen.
|        | Schwache Verba I  |                    |
| ------ | ----------------- | ------------------ |
|        | Präsens Indikativ | Präsens Konjunktiv |
| Sg. 1. | zellu             | zelle              |
| 2.     | zelis             | zellēs(t)          |
| 3.     | zelit             | zelle              |
| Pl. 1. | zellemēs          | zellēm             |
| 2.     | zellet            | zellēt             |
| 3.     | zellent           | zellēn             |
|        | Imperativ         | Infinitiv          |
| Sg. 2. | zeli              | zellen             |
| Pl. 1. | zellemēs          | Partizip Präsens   |
| 2.     | zellet            | zellenti           |

|        | j-Präsentien      |                    |
| ------ | ----------------- | ------------------ |
|        | Präsens Indikativ | Präsens Konjunktiv |
| Sg. 1. | bittu             | bitte              |
| 2.     | bitis             | bittēs(t)          |
| 3.     | bitit             | bitte              |
| Pl. 1. | bittemēs          | bittēm             |
| 2.     | bittet            | bittēt             |
| 3.     | bittent           | bittēn             |
|        | Imperativ         | Infinitiv          |
| Sg. 2. | biti              | bitten             |
| Pl. 1. | bittemēs          | Partizip Präsens   |
| 2.     | bittet            | bittenti           |